# Highly Evolved
Highly Evolved  er det første album af det australske garagerockband The Vines. Det blev udgivet fra Capitol Records i 2002.

## Trackliste
| #   | Titel            | Længde |
| --- | ---------------- | ------ |
| 1.  | "Highly Evolved" | 1:34   |
| 2.  | "Autumn Shade"   | 2:18   |
| 3.  | "Outtathaway"    | 2:03   |
| 4.  | "Sunshinin"      | 2:44   |
| 5.  | "Homesick"       | 4:53   |
| 6.  | "Get Free"       | 2:07   |
| 7.  | "Country Yard"   | 3:46   |
| 8.  | "Factory"        | 3:12   |
| 9.  | "In the Jungle"  | 4:16   |
| 10. | "Mary Jane"      | 5:52   |
| 11. | "Ain't No Room"  | 3:29   |
| 12. | "1969"           | 6:28   |